# Robert Eitner
Robert Eitner (født 22. oktober 1832 i Breslau, død 9. februar 1905 i Templin) var en tysk musiker og musikhistoriker.
Eitner virkede fra 1852 som klaverlærer i Berlin, hvor han grundede en egen musikskole og (1868) organiserede Gesellschaft für Musikgeschichte; i de senere år levede Eitner til dels i Holland. Eitners hovedvirksomhed har været helliget musikhistorien, navnlig
studiet af 16. og 17. århundredes værker, og han har udgivet bibliografiske arbejder om Leo Hasler, Orlando Lasso, Sweelinck og fleres kompositioner samt i forening med andre forfattere Bibliographie der Musiksammelwerke des 16. und 17. Jahrhunderts og navnlig det meget benyttede og fortjenstfulde Quellenlexikon, Biographie und Bibliographie über der Musiker und Musikgelehrten der christlichen Zeitrechnung bis zur Mitte des 19. Jahrhunderts, 10 bind (1899-1904). Eitners egne kompositioner er få og uden betydning.